# Ingolfiella quokka
Ingolfiella quokka is een vlokreeftensoort uit de familie van de Ingolfiellidae. De wetenschappelijke naam van de soort is voor het eerst geldig gepubliceerd in 2003 door Gallego-Martinez & Poore.